# Albert Dehne

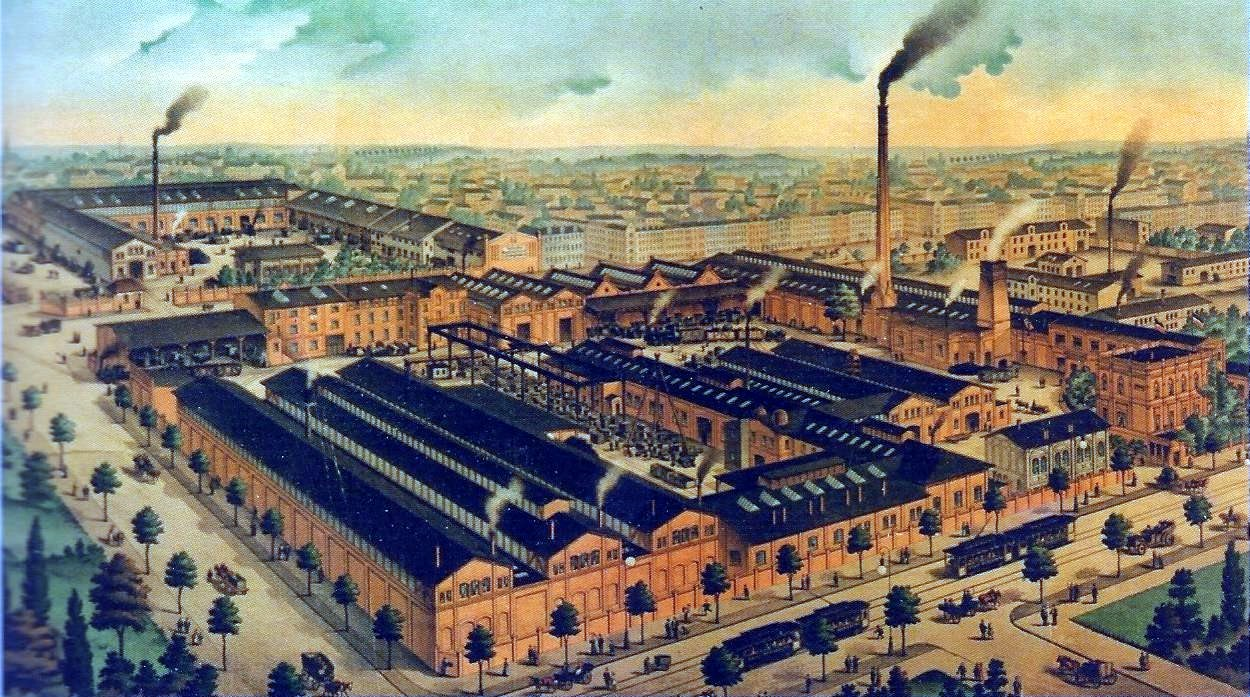
Hallesche Maschinenfabrik

Albert Ludwig Georg Dehne (* 13. September 1832 in Halle (Saale); † 9. Februar 1906 ebenda) war ein deutscher Maschinenbauer und Unternehmer. Dehne war Gründer der Hallesche Maschinenfabrik, eines der ältesten und größten Maschinenbauunternehmen der Stadt. Er war 13 Jahre Stadtverordneter und wurde 1903 zum Ehrenbürger von Halle ernannt.

## Leben

### Familie
Dehne wurde als zweiter Sohn des Königlich preußischen Hauptsteuer-Amtsassistenten Georg Wilhelm Dehne (* 2. Dezember 1786; † 8. Mai 1856) geboren. Seine Mutter Sophie Charlotte (* 22. Oktober 1808; † 15. Mai 1881) war eine geborene von Stölting. Albert wurde Anfang Oktober 1832 in der Ulrichskirche in Halle getauft. Zu seinen Taufpaten gehörten neben einem Grafen von der Schulenburg, einem Leutnant von Hartz und einem Leutnant von Tresckow, die beiden Professoren an der Halleschen Universität Johann Salomo Christoph Schweigger und Heinrich Leo.

### Beruflicher Werdegang
Dehne erlernte nach seiner Schulzeit den Beruf eines Mechanikers und Optikers. Anfang 1858 gründete er die Firma Albert L.G. Dehne in der Großen Märkerstraße 4 in Halle. 1863, nach dem Erwerb eines Grundstückes in der Schimmelgasse, erweiterte er seine Firma von einem handwerklichen Armaturenbauer zu einer Maschinenfabrik. Anfang 1867 errichtete Dehne ein Portierhaus mit Durchgang zu den hinteren Werksanlagen. 1871 bis 1873 erfolgten mehrere Erweiterungsbauten. 

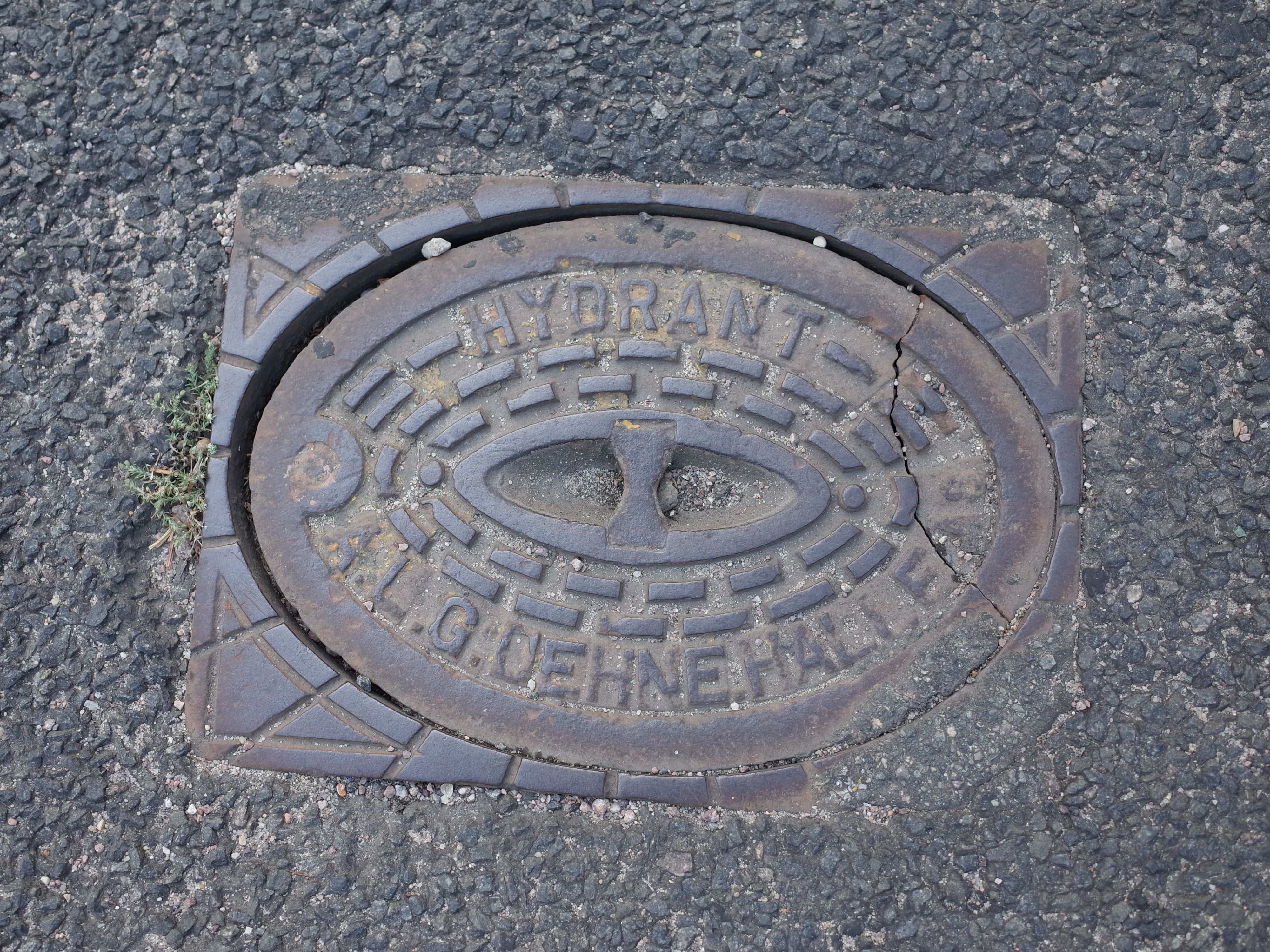
Hydrantenkappe von der Eisengießerei A. L. G. Dehne. Halle a.S.

Vor allem nach dem Deutsch-Französischen Krieg war es Dehne gelungen, sich mit der Herstellung von Filterpressen für die Zuckerfabrikation eine gute Auftragslage für sein Unternehmen zu sichern. Auf diesem Gebiet war er jahrelang weltmarktführend. Er lieferte Filterpressen für Zuckerraffinerien in 800 Varianten von hervorragender Qualität. Zusätzlich produzierte Dehnes Unternehmen Armaturen für Wasser- und Gasleitungen, Pumpen und Dampfmaschinen. Bereits 1880 hatte die Firma über 300 Mitarbeiter, 1890 waren es 600. Das Unternehmen gehörte damit zu den größten privaten Arbeitgebern in Halle. 1890 wurden allein in der Eisengießerei täglich 20 Tonnen Gusswaren hergestellt.
Der finanziell sehr erfolgreiche Dehne, er gehörte zu den reichsten halleschen Bürgern, konnte im Jahre 1900 250.000 Mark zur Errichtung des Kaiser-Wilhelm-Denkmals in Halle spenden, das ein Jahr später eingeweiht wurde. Er finanzierte aber auch zahlreiche kulturelle Einrichtungen und Veranstaltungen sowie humanitäre, kommunale und wissenschaftliche Projekte. Seine hochqualifizierten Handwerker, Techniker und Ingenieure, konnte er mit der Schaffung von eigenen Betriebswohnungen und eines Werksvereins dauerhaft an das Unternehmen binden. 
Albert Dehne starb am 9. Februar 1906 im Alter von 73 Jahren nach langer schwerer Krankheit in Halle. Drei Tage später wurde er auf dem halleschen Stadtgottesacker bestattet, sein Grab befindet sich im Innenfeld Abteilung III im Erbbegräbnis der Familie Dehne. Er war über 13 Jahre Stadtverordneter in Halle. Ab Juni 1880 war Dehne Mitglied der Freimaurerloge Zu den drei Degen in Halle sowie von 1881 bis 1889 Hauptmann der Stadtschützengesellschaft.

### Ehe und Nachkommen
Seit 1859 war Albert Dehne mit der siebzehnjährigen Antonie (* 1842; † 1917), eine geborene von Schulz, verheiratet. Seine Frau kam ursprünglich aus Camburg und wurde nach dem frühen Tod ihrer Eltern von Verwandten aus Halle aufgezogen. Sie engagierte sich in sozialen und humanitären Bereichen und war schon 1866 während des Deutschen Krieges und von 1870 bis 1871 während des Deutsch-Französischen Krieges in der Kranken- und Verwundetenpflege aktiv. Auch nach dem Tod ihres Mannes kümmerte sie sich im Ersten Weltkrieg um die Pflege der Verwundeten. Seit 1882 gehörte Antonie Dehne dem Vorstand des Vaterländischen Frauenvereins an, dessen Vorsitz sie 1901 übernahm. Bereits 1896 gründete sie gemeinsam mit Mathilde von Voß, der Frau des halleschen Oberbürgermeisters Franz von Voß, eine Kinderheil- und Pflegestätte.
Aus der Ehe von Antonie und Albert Dehne gingen mindestens drei Kinder hervor. Die zwei Söhne Paul und Max Dehne wurde noch zu Lebzeiten von Albert Dehne Teilhaber der Firma ihres Vaters. Sie konnten nach seinem Tod das Unternehmen als Familienbetrieb fortsetzen. Die Tochter Margarete (* 13. Mai 1864; † 1. Mai 1951) heiratete einen Unternehmer aus Trotha. Nach dem frühen Tod ihres Mannes und dem Tod ihrer Mutter 1917 übernahm sie von ihr einen Teil der sozialen Aufgaben. Margarete war eine der ersten Autobesitzerinnen in Halle und sehr aktiv im örtlichen Automobilclub.

### Ehrungen

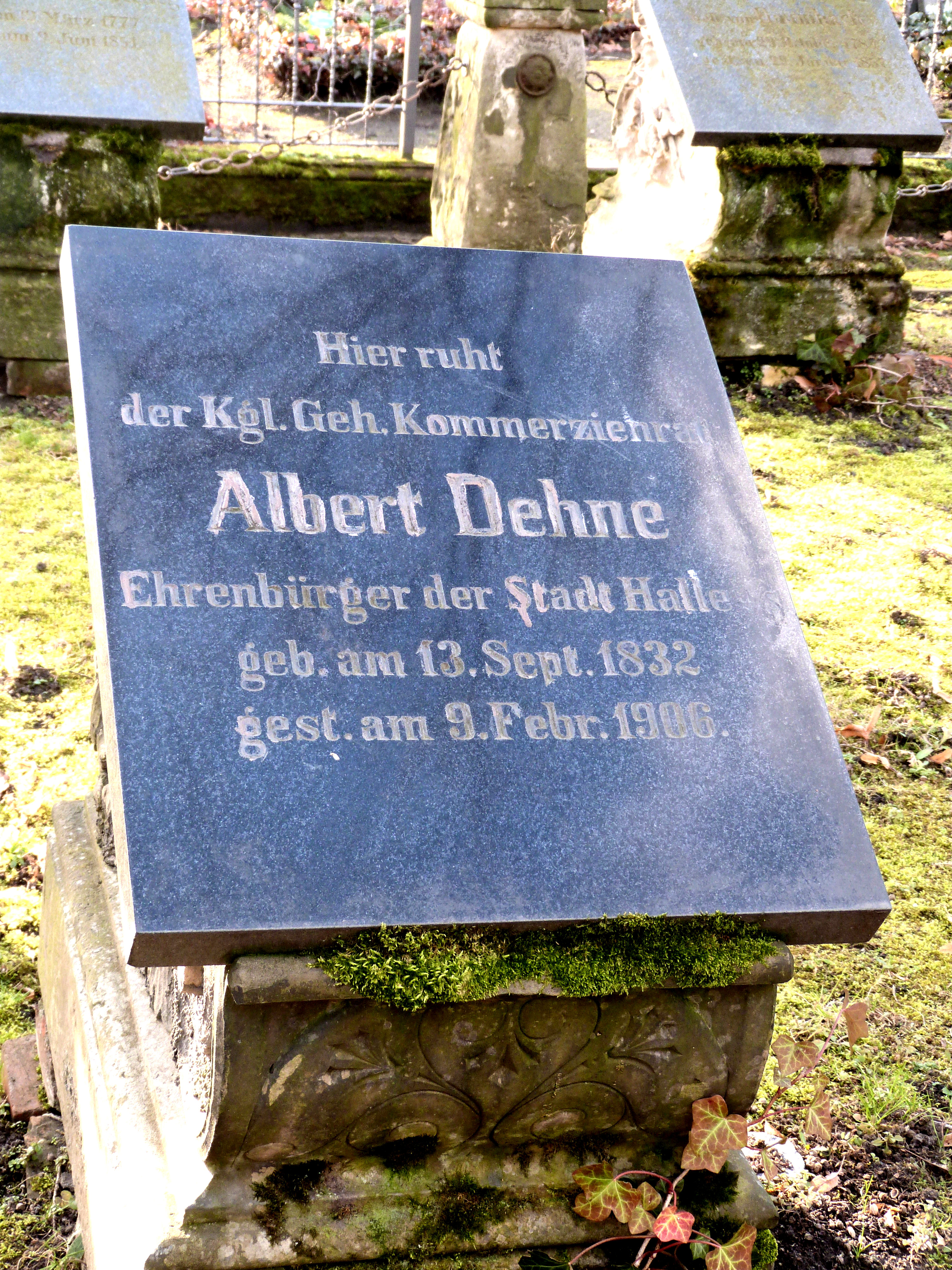
Grab von Albert Dehne auf dem halleschen Stadtgottesacker

Für seine Verdienste erhielt Albert Dehne im Oktober 1897 den Titel eines Geheimen Kommerzienrates. 
1902, noch zu Lebzeiten, wurde er mit der Benennung einer Straße in Halle geehrt. Die Albert-Dehne-Straße wurde 1959 auf Druck der SED in Gustav-Anlauf-Straße umbenannt. Gustav Anlauf war ein Sozialdemokrat, der am 12. Juli 1881 in der Gießerei der Fabrik von Albert Dehne als Arbeiter eingestellt wurde und bereits vier Tage später an einem Schlaganfall verstarb. Erst nach der Wende und der friedlichen Revolution in der DDR wurde am 19. Dezember 1990 ein Beschluss der Stadtverordnetenversammlung gefasst, erneut eine Straße in Halle-Silberhöhe nach Albert Dehne zu benennen.
Am 18. November 1903 wurde Albert Dehne die Ehrenbürgerschaft der Stadt Halle verliehen. Er gehörte zu den ersten Unternehmern der Stadt, die diese Ehre erhielten. Die Urkunde nennt Dehne „den Begründer unserer blühenden Maschinenindustrie“.